# Niżnieirtyszskoje
Niżnieirtyszskoje (ros. Нижнеиртышское) – wieś (sieło) w Rosji, w obwodzie omskim, w rejonie sargackim. W 2010 liczyła 1484 mieszkańców.